# Stanley-Cup-Playoffs 1955
Die Playoffs um den Stanley Cup des Jahres 1955 begannen am 22. März 1955 und endeten am 14. April 1955 mit dem 4:3-Sieg der Detroit Red Wings gegen die Canadiens de Montréal. Die Red Wings gewannen damit ihren insgesamt siebten Titel, den zweiten in Folge sowie den vierten in den letzten sechs Jahren. Bereits im Vorjahr hatten sie die Canadiens mit 4:3 besiegt, während dieser Erfolg allerdings auch den vorerst letzten bis zum Jahr 1997 markierte. Zudem stellten sie in Gordie Howe den Topscorer dieser Playoffs, der mit 20 erzielten Punkten einen neuen NHL-Rekord aufstellte  (zuvor Toe Blake, 18 Punkte, Playoffs 1944). Die Canadiens bestritten unterdessen ihr fünftes Finale in Serie, mussten dabei allerdings ihre vierte Niederlage hinnehmen. Darüber hinaus wurden erstmals in der NHL-Historie alle Begegnungen des Finals mit Heimsiegen entschieden, was bis heute (Stand: Playoffs 2025) nur 1965 und 2003 erneut geschah.

## Modus
Für die Playoffs qualifizierten sich die vier besten Teams der Liga. Im Halbfinale standen sich der Erste und der Dritte sowie der Zweite und der Vierte der Abschlusstabelle gegenüber. Die jeweiligen Sieger bestritten anschließend das Stanley-Cup-Finale.
Alle Serien wurden dabei im Best-of-Seven-Modus ausgetragen, das heißt, dass ein Team vier Siege zum Weiterkommen benötigte. Das höher gesetzte Team hatte dabei in den ersten beiden Spielen Heimrecht, die nächsten beiden das gegnerische Team. Sollte bis dahin kein Sieger aus der Runde hervorgegangen sein, wechselte das Heimrecht von Spiel zu Spiel. So hatte die höher gesetzte Mannschaft in den Spielen 1, 2, 5 und 7, also vier der maximal sieben Spiele, einen Heimvorteil.
Bei Spielen, die nach der regulären Spielzeit von 60 Minuten unentschieden blieben, folgte die Overtime. Sie endete durch das erste erzielte Tor (Sudden Death).

## Qualifizierte Teams
- (1) Detroit Red Wings
- (2) Canadiens de Montréal
- (3) Toronto Maple Leafs
- (4) Boston Bruins

## Playoff-Baum
|  | Halbfinale | Halbfinale            | Halbfinale |  |  | Stanley-Cup-Finale | Stanley-Cup-Finale    | Stanley-Cup-Finale |
|  |            |                       |            |  |  |                    |                       |                    |
|  |            |                       |            |  |  |                    |                       |                    |
|  | 1          | Detroit Red Wings     | 4          |  |  |                    |                       |                    |
|  | 3          | Toronto Maple Leafs   | 0          |  |  |                    |                       |                    |
|  |            |                       |            |  |  | 1                  | Detroit Red Wings     | 4                  |
|  |            |                       |            |  |  | 2                  | Canadiens de Montréal | 3                  |
|  | 2          | Canadiens de Montréal | 4          |  |  |                    |                       |                    |
|  | 4          | Boston Bruins         | 1          |  |  |                    |                       |                    |
|  |            |                       |            |  |  |                    |                       |                    |

## Halbfinale

### (1) Detroit Red Wings – (3) Toronto Maple Leafs
| 22. März 1955 | Detroit Red Wings Vic Stasiuk (11:54) Earl Reibel (19:06) Glen Skov (21:36) Earl Reibel (29:48) Gordie Howe (43:54) Gordie Howe (47:40) Ted Lindsay (55:07) | 7:4 (2:2, 2:0, 3:2) Spielbericht Stand: 1:0 | Toronto Maple Leafs Brian Cullen (7:00) Chief Armstrong (13:01) Sid Smith (42:53) Theodore Kennedy (52:38) | Detroit Olympia, Detroit, Michigan |

| 24. März 1955 | Detroit Red Wings Gordie Howe (8:09) Alex Delvecchio (8:54) | 2:1 (2:1, 0:0, 0:0) Spielbericht Stand: 2:0 | Toronto Maple Leafs Sid Smith (0:17) | Detroit Olympia, Detroit, Michigan |

| 26. März 1955 | Toronto Maple Leafs Sid Smith (7:29) | 1:2 (1:2, 0:0, 0:0) Spielbericht Stand: 0:3 | Detroit Red Wings Ted Lindsay (1:36) Earl Reibel (11:46) | Maple Leaf Gardens, Toronto, Ontario |

| 29. März 1955 | Toronto Maple Leafs | 0:3 (0:0, 0:2, 0:1) Spielbericht Stand: 0:4 | Detroit Red Wings Vic Stasiuk (25:38) Gordie Howe (29:10) Tony Leswick (59:33) | Maple Leaf Gardens, Toronto, Ontario |

### (2) Canadiens de Montréal – (4) Boston Bruins
| 22. März 1955 | Canadiens de Montréal Bernie Geoffrion (26:23) Jean Béliveau (32:35) | 2:0 (0:0, 2:0, 0:0) Spielbericht Stand: 1:0 | Boston Bruins | Forum de Montréal, Montréal, Québec |

| 24. März 1955 | Canadiens de Montréal Floyd Curry (21:31) Calum MacKay (31:08) Jean Béliveau (33:43) | 3:1 (0:0, 3:1, 0:0) Spielbericht Stand: 2:0 | Boston Bruins Réal Chevrefils (36:43) | Forum de Montréal, Montréal, Québec |

| 27. März 1955 | Boston Bruins Leo Labine (13:53) Fern Flaman (18:25) Réal Chevrefils (18:45) Hal Laycoe (38:47) | 4:2 (3:0, 1:0, 0:2) Spielbericht Stand: 1:2 | Canadiens de Montréal Ken Mosdell (40:30) Jack LeClair (58:46) | Boston Garden, Boston, Massachusetts |

| 29. März 1955 | Boston Bruins Don McKenney (26:15) Leo Labine (29:55) Ed Sandford (48:52) | 3:4 n. V. (0:0, 2:2, 1:1, 0:1) Spielbericht Stand: 1:3 | Canadiens de Montréal Tom Johnson (23:51) Floyd Curry (32:43) Bernie Geoffrion (52:40) Don Marshall (63:05) | Boston Garden, Boston, Massachusetts |

| 31. März 1955 | Canadiens de Montréal Jack LeClair (3:43) Dickie Moore (14:43) Floyd Curry (27:55) Jack LeClair (31:18) Jean Béliveau (48:14) | 5:1 (2:0, 2:1, 1:0) Spielbericht Stand: 4:1 | Boston Bruins Lorne Ferguson (35:52) | Forum de Montréal, Montréal, Québec |

## Stanley-Cup-Finale

### (1) Detroit Red Wings – (2) Canadiens de Montréal
| 3. April 1955 | Detroit Red Wings Alex Delvecchio (34:00) Vic Stasiuk (53:05) Marty Pavelich (57:07) Ted Lindsay (59:42) | 4:2 (0:0, 1:1, 3:1) Spielbericht Stand: 1:0 | Canadiens de Montréal Floyd Curry (25:09) Floyd Curry (48:57) | Detroit Olympia, Detroit, Michigan |

| 5. April 1955 | Detroit Red Wings Marcel Pronovost (2:15) Ted Lindsay (9:57) Alex Delvecchio (16:00) Gordie Howe (17:11) Ted Lindsay (28:10) Ted Lindsay (35:48) Ted Lindsay (39:37) | 7:1 (4:0, 3:0, 0:1) Spielbericht Stand: 2:0 | Canadiens de Montréal Ken Mosdell (52:32) | Detroit Olympia, Detroit, Michigan |

| 7. April 1955 | Canadiens de Montréal Bernie Geoffrion (8:30) Bernie Geoffrion (8:42) Bernie Geoffrion (34:23) Jack LeClair (47:50) | 4:2 (2:1, 1:1, 1:0) Spielbericht Stand: 1:2 | Detroit Red Wings Red Kelly (18:13) Vic Stasiuk (36:16) | Forum de Montréal, Montréal, Québec |

| 9. April 1955 | Canadiens de Montréal Calum MacKay (0:40) Bernie Geoffrion (23:41) Jean Béliveau (28:25) Tom Johnson (29:07) Floyd Curry (42:33) | 5:3 (1:1, 3:0, 1:2) Spielbericht Stand: 2:2 | Detroit Red Wings Earl Reibel (12:38) Earl Reibel (43:40) Jim Hay (52:00) | Forum de Montréal, Montréal, Québec |

| 10. April 1955 | Detroit Red Wings Glen Skov (12:59) Gordie Howe (18:59) Gordie Howe (32:29) Gordie Howe (36:20) Vic Stasiuk (42:09) | 5:1 (2:1, 2:0, 1:0) Spielbericht Stand: 3:2 | Canadiens de Montréal Jean Béliveau (8:01) | Detroit Olympia, Detroit, Michigan |

| 12. April 1955 | Canadiens de Montréal Jean Béliveau (7:30) Jack LeClair (23:45) Bernie Geoffrion (25:21) Bernie Geoffrion (38:18) Floyd Curry (40:19) Calum MacKay (58:55) | 6:3 (1:1, 3:1, 2:1) Spielbericht Stand: 3:3 | Detroit Red Wings Alex Delvecchio (13:36) Alex Delvecchio (35:54) Red Kelly (56:23) | Forum de Montréal, Montréal, Québec |

| 14. April 1955 | Detroit Red Wings Alex Delvecchio (27:12) Gordie Howe (39:49) Alex Delvecchio (42:59) | 3:1 (0:0, 2:0, 1:1) Spielbericht Stand: 4:3 | Canadiens de Montréal Floyd Curry (54:35) | Detroit Olympia, Detroit, Michigan |

### Stanley-Cup-Sieger
| Stanley-Cup-Sieger Detroit Red Wings | Torhüter: Terry Sawchuk Verteidiger: Bob Goldham, Jim Hay, Larry Hillman, Red Kelly, Marcel Pronovost, Benny Woit Angreifer: Marcel Bonin, Alex Delvecchio, Bill Dineen, Gordie Howe, Tony Leswick, Ted Lindsay (C), Marty Pavelich, Earl Reibel, Glen Skov, Vic Stasiuk, Johnny Wilson Cheftrainer: Jimmy Skinner General Manager: Jack Adams |

## Beste Scorer
Abkürzungen: GP = Spiele, G = Tore, A = Assists, Pts = Punkte, PIM = Strafminuten; Fett: Bestwert
| Spieler          | Team     | GP | G | A  | Pts | PIM |
| ---------------- | -------- | -- | - | -- | --- | --- |
| Gordie Howe      | Detroit  | 11 | 9 | 11 | 20  | 24  |
| Ted Lindsay      | Detroit  | 11 | 7 | 12 | 19  | 12  |
| Alex Delvecchio  | Detroit  | 11 | 7 | 8  | 15  | 2   |
| Bernie Geoffrion | Montréal | 12 | 8 | 5  | 13  | 8   |
| Jean Béliveau    | Montréal | 12 | 6 | 7  | 13  | 18  |
| Floyd Curry      | Montréal | 12 | 8 | 4  | 12  | 4   |
| Earl Reibel      | Detroit  | 11 | 5 | 7  | 12  | 2   |
| Calum MacKay     | Montréal | 12 | 3 | 8  | 11  | 8   |
| Ken Mosdell      | Montréal | 12 | 2 | 8  | 10  | 8   |
| Vic Stasiuk      | Detroit  | 11 | 5 | 3  | 8   | 6   |

## Beste Torhüter
Die kombinierte Tabelle zeigt die jeweils drei besten Torhüter in den Kategorien Gegentorschnitt und Fangquote sowie die jeweils Führenden in den Kategorien Shutouts und Siege.
Abkürzungen: GP = Spiele, Min = Eiszeit (in Minuten), W = Siege, L = Niederlagen, GA = Gegentore, SO = Shutouts, Sv% = gehaltene Schüsse (in %), GAA = Gegentorschnitt; Fett: Bestwert; Sortiert nach Gegentorschnitt.
Erfasst werden nur Torhüter mit 120 absolvierten Spielminuten.
| Spieler        | Team     | GP | Min    | W | L | GA | SO | Sv%  | GAA  |
| -------------- | -------- | -- | ------ | - | - | -- | -- | ---- | ---- |
| Terry Sawchuk  | Detroit  | 11 | 660:00 | 8 | 3 | 26 | 1  | 89,3 | 2,36 |
| Jim Henry      | Boston   | 3  | 183:05 | 1 | 2 | 8  | 0  | 88,9 | 2,62 |
| Jacques Plante | Montréal | 12 | 639:52 | 6 | 3 | 29 | 0  | 91,4 | 2,72 |